# Inés Pires
Inés Pires (n. c. 1350) fue una dama portuguesa, hija de Pedro Esteves da Fonte Boa y de María Anes. Estando en Veiros conoció al futuro Juan I, por esas fechas maestre de la Orden de Avis. Ambos eran adolescentes de unos catorce años de edad.
De dicha relación nacieron dos hijos, ambos antes del matrimonio de Juan I con Felipa de Lancaster:
- Alfonso,[6] VIII conde de Barcelos y I duque de Braganza,[2][4] fue el fundador de la Dinastía de Braganza.[1] Se casó en 1401 con Beatriz Pereira de Alvim, hija de Nuno Álvares Pereira y de Leonor de Alvim.[7]
- Beatriz, esposa de Thomas FitzAlan, XII conde de Arundel.[8][2][4]

Por su origen, según parece, Inés no pudo casarse con el padre de sus hijos quien contrajo matrimonio el 2 de febrero de 1387 con la princesa inglesa Felipa de Lancaster. La reina Felipa se hizo cargo de la educación de Alfonso y Beatriz y pudo haber propiciado el ingreso de Inés en el convento santiaguista de Santos-o-Velho en el Distrito de Lisboa, en la villa de Arruda del cual llegó a ser comendadora.